# GLYATL3
GLYATL3 (англ. Glycine-N-acyltransferase like 3) – білок, який кодується однойменним геном, розташованим у людей на 6-й хромосомі. Довжина поліпептидного ланцюга білка становить 288 амінокислот, а молекулярна маса — 32 704.
| 10         |  | 20         |  | 30         |  | 40         |  | 50         |
| ---------- |  | ---------- |  | ---------- |  | ---------- |  | ---------- |
| MLVLNCSTKL |  | LILEKMLKSC |  | FPESLKVYGA |  | VMNINRGNPF |  | QKEVVLDSWP |
| DFKAVITRRQ |  | REAETDNLDH |  | YTNAYAVFYK |  | DVRAYRQLLE |  | ECDVFNWDQV |
| FQIQGLQSEL |  | YDVSKAVANS |  | KQLNIKLTSF |  | KAVHFSPVSS |  | LPDTSFLKGP |
| SPRLTYLSVA |  | NADLLNRTWS |  | RGGNEQCLRY |  | IANLISCFPS |  | VCVRDEKGNP |
| VSWSITDQFA |  | TMCHGYTLPE |  | HRRKGYSRLV |  | ALTLARKLQS |  | RGFPSQGNVL |
| DDNTASISLL |  | KSLHAEFLPC |  | RFHRLILTPA |  | TFSGLPHL   |  |            |

A: Аланін

C: Цистеїн

D: Аспарагінова кислота

E: Глутамінова кислота

F: Фенілаланін

G: Гліцин

H: Гістидин

I: Ізолейцин

K: Лізин

L: Лейцин

M: Метіонін

N: Аспарагін

P: Пролін

Q: Глутамін

R: Аргінін

S: Серин

T: Треонін

V: Валін

W: Триптофан

Кодований геном білок за функціями належить до трансфераз, ацилтрансфераз. 